# 1771
1771 (MDCCLXXI) a fost un an obișnuit al calendarului gregorian, care a început într-o zi de luni.

## Evenimente
- 23 mai: Bătălia de la Lanckorona. Aflat în fruntea a 4.000 de soldați, Alexandr Suvorov învinge oastea polonă compusă din 1.300 de soldați.
- 8 august: Are loc primul joc urban de crichet consemnat în istorie, în Marea Britanie.
- 16 noiembrie: Anglia. Râul Tyne inundă și distruge mai multe poduri; mai multe persoane își pierd viața.

### Nedatate
- Ciuma bubonică ucide în Moscova circa 57.000 de persoane.
- Nicolas Joseph Cougnot construiește, în Franța, primul automobil cu abur din lume.

## Arte, știință, literatură și filozofie
- Este atestată prima tipografie din Timișoara (deținută de Mathäus Heimerl) în cartierul Fabric.
- La Timișoara se editează primul ziar din teritoriul actual al României și totodată primul ziar german din sud-estul Europei: „Temeswarer Nachrichten”.

## Nașteri
- 13 aprilie: Richard Trevithick, inventator englez al primei locomotive cu abur (d. 1833)
- 5 iunie: Ernest Augustus I de Hanovra, rege al Hanovrei (d. 1851)
- 15 august: Sir Walter Scott, scriitor scoțian (d. 1832)
- 5 septembrie: arhiducele Carol de Austria, general și om de stat austriac (d. 1847)
- 23 septembrie: Împăratul Kōkaku al Japoniei (d. 1840)

## Decese
- 26 decembrie: Claude-Adrien Helvétius filosof francez (n. 1715)
- 30 iulie: Thomas Gray poet și istoric englez (n. 1716)
- 12 februarie: Adolf Frederic al Suediei  (n. 1710)
- 18 decembrie: Philip Miller botanist britanic (n. 1691)
- 5 decembrie: Giovanni Battista Morgagni  (n. 1682)
- 6 noiembrie: John Bevis astronom englez (n. 1695)
- 20 martie: Louis-Michel van Loo pictor francez (n. 1707)
- 4 martie: Frederic Wilhelm de Brandenburg-Schwedt  (n. 1700)
- 14 octombrie: John Gill  (n. 1697)
- 21 august: Alexis Fontaine des Bertins matematician francez (n. 1704)
- 26 martie: Karl O'Donnell  (n. 1715)